# Helga Mees
Pour les articles homonymes, voir Mees.
Helga Mees (née le 12 juillet 1937 à Sarrebruck et morte le 11 avril 2014  à Schifferstadt) est une escrimeuse allemande. Elle participe aux Jeux olympiques d'été de 1964, sous les couleurs de l'Équipe unifiée d'Allemagne, dans les compétitions de fleuret. Elle remporte la médaille d'argent dans l'épreuve du fleuret individuel et la médaille de bronze dans l'épreuve du fleuret par équipe. 

## Palmarès

### Jeux olympiques
- Jeux olympiques de 1964 à Tokyo, (Japon)
  -  Médaille d'argent en fleuret individuel.
  -  Médaille de bronze en fleuret par équipe.